# Ricardo Teodoro
Ricardo Teodoro (Governador Valadares, 17 de junho de 1988), é um ator, diretor e roteirista brasileiro que venceu o Prix Fondation Louis Roederer de la Révélation, prêmio de ator revelação por sua atuação no melodrama homoerótico Baby, dirigido por Marcelo Caetano, na 63ª Semaine de La Critique Cannes (2024), premiação paralela ao 77º Festival de Cannes promovida pelo Syndicat Français de la Critique de Cinéma.

## Biografia e Carreira
Ricardo Teodoro nasceu no dia 17 de junho de 1988, em Governador Valadares, cidade localizada a cerca de 320 km a leste de Belo Horizonte (MG), no Vale do Rio Doce, mas foi criado no pequeno município de São José da Safira, onde experenciou a vida no garimpo: "Era natural que os moradores de uma cidade pequena passassem pela experiência de ser garimpeiro. Eu só tinha 14 anos, queria um dinheirinho, fui com meus amigos viver isso. Era ralação, mas não tinha o peso da urgência de se tirar o sustento. Então, foi muito legal."
Aos 16 anos trocou São José da Safira por Governador Valadares para estudar, onde assistiu o primeiro espetáculo de teatro aos 18 anos. Em 2008 começou a atuar com o grupo de teatro 'Asas do Invento', tendo por professora a atriz e produtora Nazza Amaral. De Minas Gerais, mudou-se para Curitiba incentivado por sua irmã, que morava na cidade e lhe falou da importância do festival de teatro da capital paranaense, onde também fez teatro. Em 2012 foi para o Rio de Janeiro, onde se formou em Artes Cênicas pela Casa de Artes Laranjeiras (CAL). Mudou-se para São Paulo em 2018, onde cursou pós-graduação em Gestão Cultural pelo SENAC-SP.
Em sua Tragetória no Teatro, colaborou com importantes grupos e companhias como 'Companhia do Latão', 'Asas do Invento', 'Casa Laboratório', entre outros. Em 2015, fundou, ao lado de Fabiano Bernardelli, a Companhia Kamaleon, onde produziu o espetáculo 'Balada de um Palhaço' vencendo o 'Prêmio Mauro Mendonça de Melhor ator' no 'Fest & Arte' em Santa Teresa, no Rio de Janeiro.
Na Televisão, após a formação na CAL, fez diversas participações em novelas, geralmente personagens sem nome, como um jagunço na primeira fase do remake da novela Renascer. Na Globo, também fez participações em Além da Ilusão, Malhação: Toda Forma de Amar e Deus Salve o Rei. Na Record apareceu em Amor Sem Igual. Em 2022 conheceu o diretor e roteirista Marcelo Caetano e, no ano seguinte (2023), conseguiu seu primeiro personagem com nome, o Faísca, na série Notícias Populares, dirigida por Marcelo para o Canal Brasil. No remake de Vale Tudo (2025) da TV Globo, Ricardo Teodoro interpretou o Olavo, parceiro de armações de César Ribeiro, personagem de Cauã Reymond.
No Cinema, a iniciação no audiovisual começou ainda em 2020 com projetos independentes, onde se aventurou por trás das câmeras e chegou a dirigir e roteirizar 4 curtas-metragens: 'Sem Pressa', 'Aí tem', 'Equipe de Análises' e '21 de Janeiro' até chegar em Baby (2024), onde atuou na produção dirigida por Marcelo Caetano. Pelo filme, Ricardo venceu o Prêmio Rising Star da Fundação Louis Roederer de Revelação na competição 63ª Semana da Crítica de Cannes, o Premio Colón de Plata a la Mejor Interpretación de Reparto no 50º Festival de Huelva Cine Iberoamericano, o Premio Gio a La Mejor Actuación promovido pela revista digital 'Crónicas de La Diversidad' no '28º Festival de Cine de Lima PUCP' (PE), o Prêmio de Melhor Ator no 19º Fest Aruanda (João Pessoa-PB) e o Prix d'Interprétation no Festival Écrans Mixtes - 15º Festival de Cinéma Queer de Lyon (FR). Outros trabalhos incluem: Super-Homem (Gabriel Mascaro), Cyclone (Flávia Castro), Salve Rosa (Susanna Lira) e a série para a Netflix, Pssica (Quico Meirelles e Fernando Meirelles).
Antes de alcançar o reconhecimento internacional, Ricardo trabalhou em diversas áreas, como garimpeiro, bilheteiro, vendedor etc: "No decorrer da vida, eu sempre tive que trabalhar para me manter firme no propósito da atuação".

## Filmografia
| Televisão e Streaming | Televisão e Streaming        | Televisão e Streaming | Televisão e Streaming | Televisão e Streaming     |
| Ano                   | Título                       | Emissora              | Personagem            | Nota                      |
| --------------------- | ---------------------------- | --------------------- | --------------------- | ------------------------- |
| 2018                  | Deus Salve o Rei             | TV Globo              | Figuração             | [ 14 ]                    |
| 2019                  | Malhação: Toda Forma de Amar | TV Globo              | Figuração             | [ 14 ]                    |
| 2019                  | Amor Sem Igual               | TV Record             | Figuração             | [ 14 ]                    |
| 2022                  | Além da Ilusão               | TV Globo              | Figuração             | [ 14 ]                    |
| 2023                  | Notícias Populares           | Canal Brasil          | Faísca                | [ 19 ]                    |
| 2024                  | Renascer                     | TV Globo              | Timão                 | Episódio: "22 de janeiro" |
| 2025                  | Vale Tudo                    | TV Globo              | Olavo                 | [ 20 ]                    |
| 2025                  | Pssica                       | Netflix               | Ramiro                | [ 29 ]                    |

| Cinema | Cinema                                           | Cinema              | Cinema     | Cinema         | Cinema |
| Ano    | Título                                           | Direção             | Personagem | Formato        | Nota   |
| ------ | ------------------------------------------------ | ------------------- | ---------- | -------------- | ------ |
| 2020   | Sem Pressa                                       | Ricardo Teodoro     | (Sem Nome) | Curta-Metragem | [ 22 ] |
| 2021   | 21 de Janeiro                                    | Ricardo Teodoro     | (Sem Nome) | Curta-Metragem | [ 22 ] |
| 2021   | A Cela                                           | Wellington Silveira | (Sem Nome) | Curta-Metragem |        |
| 2023   | O Amor Resiste a Tudo, Inclusive à Própria Morte | Ricardo Teodoro     | (Sem Nome) | Curta-Metragem |        |
| 2024   | Baby                                             | Marcelo Caetano     | Ronaldo    | Longa-Metragem | [ 5 ]  |
| 2025   | Cyclone                                          | Flávia Castro       | Paco       | Longa-Metragem | [ 27 ] |
| 2025   | Salve Rosa                                       | Susanna Lira        | Beto       | Longa-Metragem | [ 28 ] |
| 2025   | Super Homem                                      | Gabriel Mascaro     |            |                | [ 28 ] |

## Prêmios e Indicações
| Ano  | Prêmio                                                            | Trabalho | Categoria                                      | Resultado | Nota   |
| ---- | ----------------------------------------------------------------- | -------- | ---------------------------------------------- | --------- | ------ |
| 2024 | 63ª Semaine de La Critique Cannes (FR)                            | Baby     | Prix Fondation Louis Roederer de la Révélation | Venceu    | [ 4 ]  |
| 2024 | 28º Festival de Cine de Lima PUCP (PE)                            | Baby     | Premio Gio a La Mejor Actuación                | Venceu    | [ 24 ] |
| 2024 | 50ª Festival de Huelva Cine Iberoamericano (ES)                   | Baby     | Colón de Plata a la Mejor Interpretación       | Venceu    | [ 23 ] |
| 2024 | 19º Fest Aruanda João Pessoa-PB (BR)                              | Baby     | Melhor Ator                                    | Venceu    | [ 25 ] |
| 2025 | 22º International Cinephile Society Awards                        | Baby     | Supporting Actor                               | Indicado  | [ 31 ] |
| 2025 | Festival Écrans Mixtes/ 15º Festival de Cinéma Queer de Lyon (FR) | Baby     | Prix de Interprétation                         | Venceu    | [ 26 ] |
| 2025 | 24º Prêmio Grande Otelo (BR)                                      | Baby     | Melhor Ator Coadjuvante em Longa-Metragem      | Venceu    | [ 32 ] |